# Province de Florida
Pour les articles homonymes, voir Florida.
La province de Florida est une des 15 provinces du département de Santa Cruz, en Bolivie. Son chef-lieu est la petite localité de Samaipata.
La province a une superficie de 4 132 km2.
Sa population s'élevait à 29 850 habitants au recensement de 2001. Sa densité était à peine de 7,2 hab./km2.